# 오정방
오정방(吳定邦, 1552년∼1625년)의 조선의 무신이다. 본관은 해주(海州), 자는 영언(英彦), 호는 퇴전당(退全堂)이다. 증조부는 전생서 주부(典牲署主簿)를 지낸 오현경(吳賢卿)이고, 할아버지는 사온서 직장(司醞署直長)을 지내고 좌승지(左承旨)에 추증된 오경운(吳慶雲)이며, 아버지는 호조 판서(戶曹判書)에 추증된 오수천(吳壽千)이다. 어머니는 전주 이씨(全州李氏)로 삼양령(三陽令) 이해(李嶰)의 딸이다.
1583년(선조 16) 무과에 장원급제하고, 1592년 임진왜란이 일어나자 도총부도사로 영흥에서 많은 전공을 세웠으며, 경상우도병마절도사 겸 진주목사와 황해도병마절도사를 역임하였다. 1623년(인조 1) 인조반정 이후 포도대장이 되었으며, 경상좌도병마절도사를 지냈다. 뒤에 병조판서에 추증되었고, 시호는 정무(貞武)이다.

## 생애
해주 오씨(海州 吳氏) 시조 오인유(吳仁裕)의 14세손이며, 해주 오씨 정무공파(貞武公派)의 파조다.
1583년(선조 16) 내금위(內禁衛)로 무과에 장원급제하였다.
사온서 주부(司醞署主簿)로 있다가 흥덕 현감(興德縣監)으로 나갔다. 1586년(선조 19년)에 조정으로 들어와 훈련원 판관(訓鍊院判官)이 되었다가 방원 만호(防垣萬戶)로 옮겼다. 겨울에 아버지 오수천(吳壽千)의 상(喪)을 당하였고 복제(服制)를 마치고 난 뒤 사복시 판관(司僕寺判官)에 임명되었으며, 얼마 후에 영흥 판관(永興判官)으로 나갔다.
1591년(선조 24년) 어머니의 상을 당했으나, 1592년(선조 25년) 임진왜란이 일어나자 탈정 기복(奪情起復)하여 도총부 도사(都摠府都事)에 임명되었다가 경력(經歷)으로 승진되었으며, 이어 부령 부사(富寧府使), 정평 부사(定平府使)를 지냈다.
1603년(선조 36년)에 가선 대부(嘉善大夫)로 승진되면서 강계 부사(江界府使)가 되었으나 부임하지 않았다. 그 후 동지중추부사(同知中樞府事) 겸 부총관(副摠管)ㆍ포도 대장(捕盜大將)ㆍ군기시 제조(軍器寺提調)에 임명되었다. 겨울에 전라도 병마 절도사(全羅道兵馬節度使) 겸 장흥 부사(長興府使)에 임명되었는데, 군민(軍民)이 공을 위하여 비석을 세우고 덕(德)을 칭송하였다.
임진왜란 때 선조를 모시고 의주까지 호종한 공으로 1604년(선조 37년) 호성 공신(扈聖功臣) 3등에 책록되었다.
1605년(선조 38년) 경상우도 병마절도사(慶尙右道兵馬節度使) 겸 진주 목사(晉州牧使)로 임명되었다.
1619년(광해군 11년)에 훈련 도정(訓鍊都正)에 임명되었고, 그 후 전라도 우수사(全羅道右水使)로 나갔다.
1622년(광해군 14년)에 체직되어 돌아올 때 민졸(民卒)이 바퀴 자국에 드러누워 더 머물러 주기를 바랄 정도의 사모함이 있었다.
1623년(인조 원년) 인조반정 초에 다시 포도대장에 임명되었고, 그 후 경상좌도 병마절도사(慶尙左道兵馬節度使)로 나갔다가 사직을 청하여 체직되었다.
1624년(인조 2년)에 이괄(李适)이 반란을 일으켜 인조가 공산성(公山城)으로 행행(行幸)할 때에 호가 대장(扈駕大將)으로 행차를 호종하였다.
1625년(인조 3년) 11월 18일에 세상을 떠나니, 향년 74세였다. 임금이 부의(賻儀)를 내리도록 명하고 예관(禮官)을 보내 치제(致祭)하였다. 경기도 양성(陽城) 천덕산(天德山) 선영(先塋) 간좌(艮坐) 곤향(坤向)의 자리에 장사지냈다.

## 가족 관계
- 조부 : 오경운(吳慶雲)
  - 부 : 오수천(吳壽千)
- 외조부 : 이해(李嶰)
  - 모 : 전주 이씨(全州李氏) - 삼양령(三陽令) 이해(李嶰)의 딸
  - 처부 : 신수미(申壽眉)
    - 부인 : 평산 신씨(平山申氏, 1550년 ~ 1628년)
      - 아들 : 오사겸(吳士謙)
      - 며느리 : 전주 이씨(全州李氏) - 한성 서윤(漢城庶尹) 이시중(李時中)의 딸, 세종의 6대손
        - 손자 : 오숙(吳䎘) - 관찰사
        - 손자 : 오빈(吳䎙) - 진주 목사(晉州牧使)
        - 손자 : 오상(吳翔)
        - 손자 : 오핵(吳翮) - 사헌부 지평(司憲府持平)

    - 측실(側室)
      - 서자 : 오사눌(吳士訥)

## 관련 문화재
- 안성 정무공오정방고택 - 경기도 유형문화재 제175호